# Bakonyszombathely
Bakonyszombathely es un pueblo ubicado en el distrito de Kisbér, condado de Komárom-Esztergom, Hungría.

## Superficie
Posee una superficie de 36,52 kilómetros cuadrados.

## Demografía
Hasta 2022 la población era de 1355 habitantes, con una densidad de población de 37,10 habitantes por kilómetro cuadrado.